# José de Arce

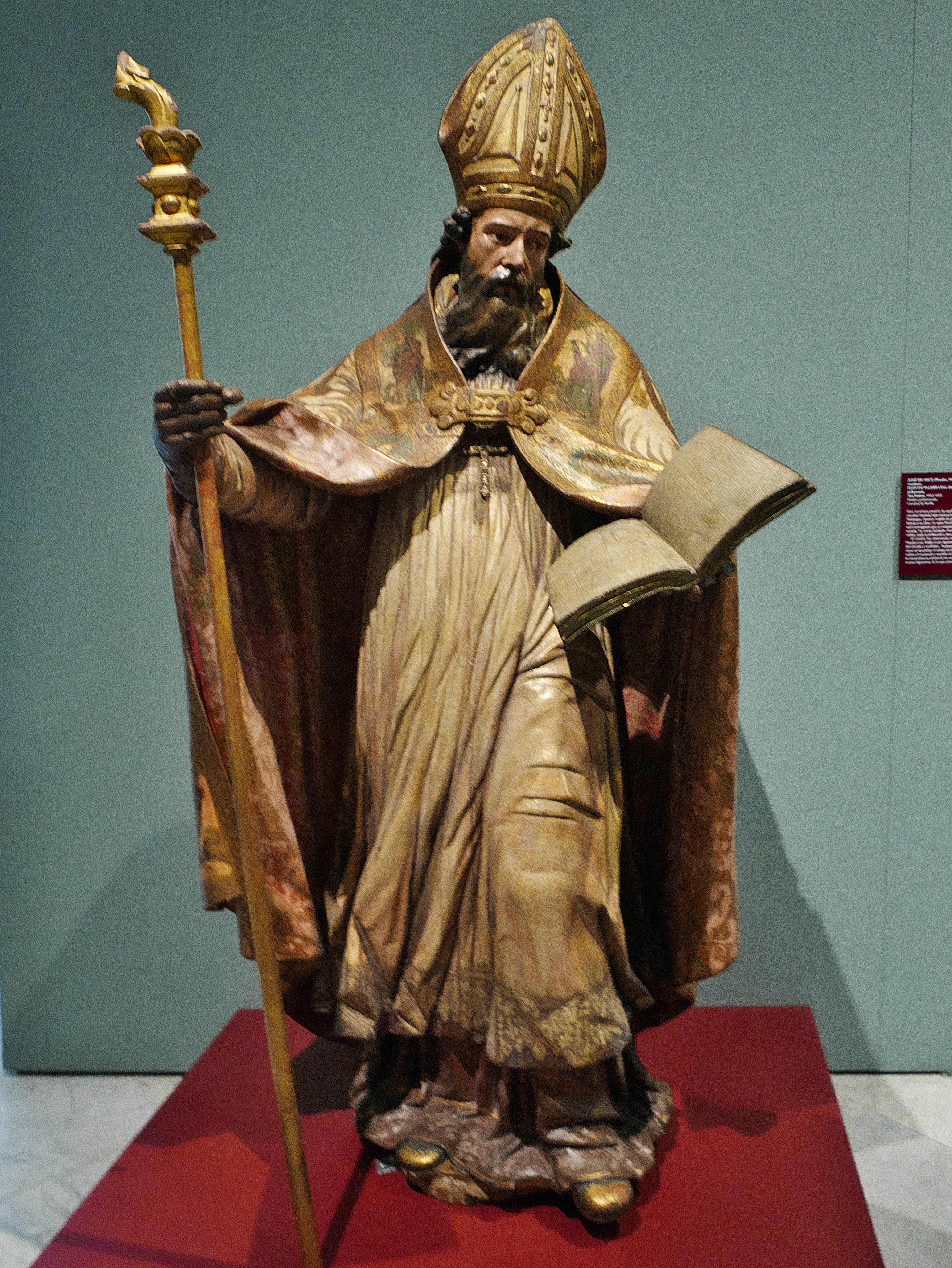
Św. Izydor

José de Arce (ur. ok. 1600, zm. 1666) – flamandzki rzeźbiarz epoki baroku. Autor m.in. części rzeźb w nastawie ołtarza głównego w kościele San Miguel w Jerez de la Frontera.
Urodzony we Flandrii około roku 1600, w roku 1635 przyjeżdża do Andaluzji. Od 1636 mieszka i pracuje w Sewilli, gdzie zdobywa sławę i uznanie. Jego prace reprezentują triumf estetyki barokowej, porównane często do prac Włochy włoskiego rzeźbiarza Berniniego.
Umiera w Sewilli w roku 1666.